# Джепаров Сервер Решатович
Сервер Решатович Джепаров (узб. Server Jeparov* 3 жовтня 1982 року, Чирчик) — узбецький футболіст кримськотатарського походження, півзахисник.
Рекордсмен збірної Узбекистану за кількістю зіграних матчів (128). Найкращий футболіст Азії 2008 та 2011 років.

## Досягнення

### Командні
- Чемпіон Узбекистану: 2002, 2003, 2004, 2005, 2006, 2007, 2008.
- Володар Кубка Узбекистану: 2002, 2003, 2008.

### Особисті
- Футболіст року в Узбекистані (№ 2): 2007.
- Футболіст року в Узбекистані (№ 3): 2002, 2006, 2008.
- Найкращий футболіст Азії: 2008, 2011.